# 브렛 캐버노

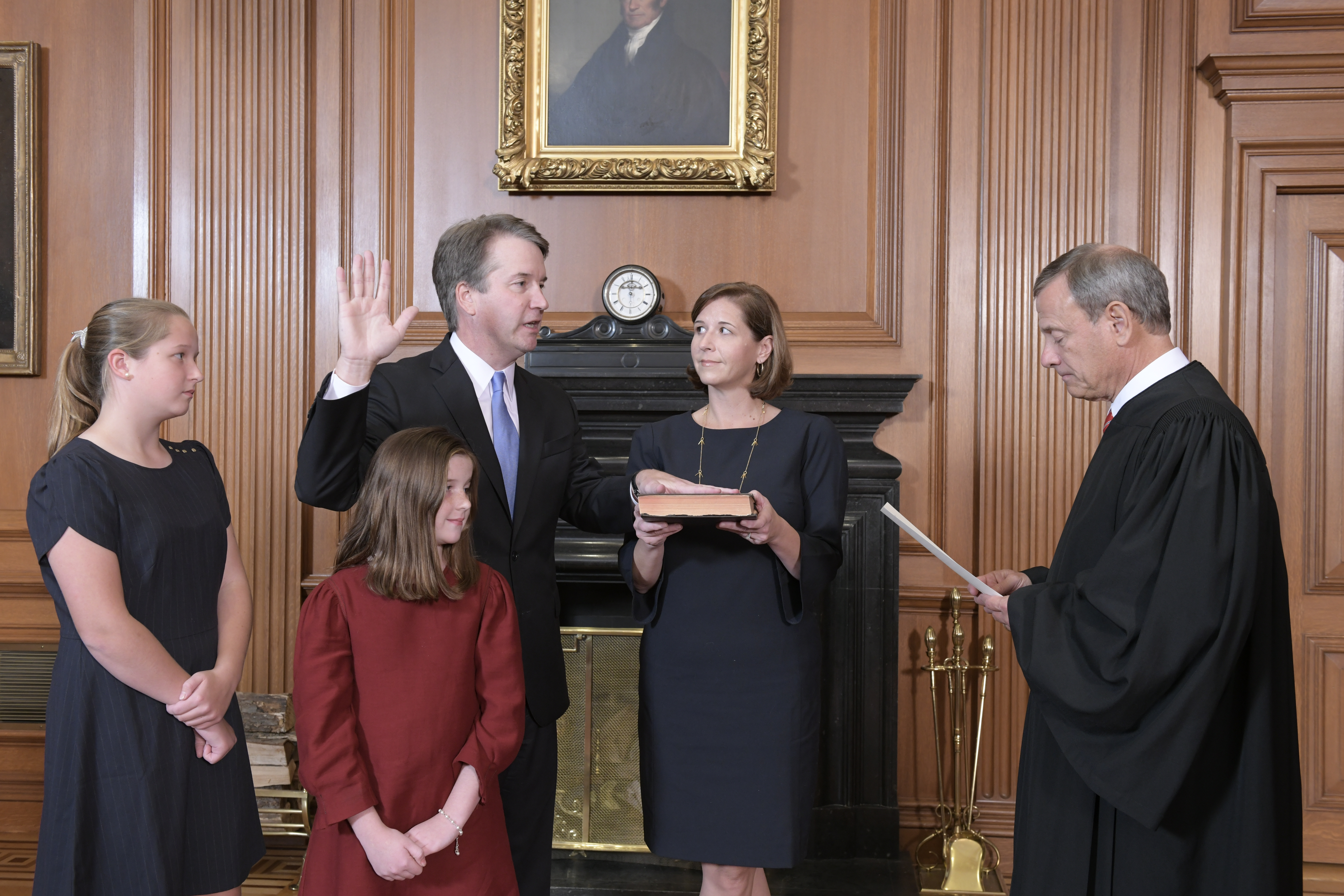
미국 연방 대법원장 존 로버츠 앞에서 대법관 취임 선서를 하는 브렛 캐버노

브렛 마이클 캐버노(영어: Brett Michael Kavanaugh, 1965년 2월 12일 ~ )는 미국 연방 대법원의 대법관이다. 2018년 7월, 도널드 트럼프 대통령은 당시 컬럼비아 구 연방 항소법원 판사로 재직 중이던 브렛 캐버노를 은퇴한 앤서니 케네디 대법관의 후임 대법관으로 지명하였고, 2018년 10월 6일 캐버노를 연방 대법관으로 인준하는 미국 상원의 표결이 통과되었다.
브렛 캐버노는 보수 성향의 헌법 원전주의자로 평가받고 있으며, 1998년 빌 클린턴 대통령의 르윈스키와의 섹스 스캔들을 조사한 케네스 스타 전 특별검사팀의 보고서 초안을 작성하는 과정에서 주도적인 역할을 하기도 하였다.

## 논란
연방 대법관 인준 청문회 과정 중에 과거 1980년대 고교 시절 파티에서 브렛 캐버노의 성추행 성폭행 미수 폭로가 나와 성추문 논란이 일었다.